# Little Evil
Little Evil é um filme americano de comédia de terror sobrenatural de 2017 escrito e dirigido por Eli Craig. É estrelado por Adam Scott, Evangeline Lilly, Owen Atlas, Bridget Everett, Kyle Bornheimer, Chris D'Elia, Donald Faison, Carla Gallo, Tyler Labine, Brad Williams, Clancy Brown e Sally Field. Foi lançado pela Netflix em 1 de setembro de 2017. 

## Enredo
Gary Bloom se casa com Samantha, que tem um filho de 5 anos, Lucas. Gary luta para se conectar com o quieto Lucas, que o ignora. Gary recebe um telefonema de seu cinegrafista de casamento Karl, avisando que algo muito incomum está nas filmagens, mas Gary não fica interessado. Gary passa por uma de suas propriedades à venda, um antigo convento, onde o padre J.D. Gospel, líder de um culto do Juízo Final, compra na hora. Gary é convocado para a escola de Lucas, onde a diretora informa que Lucas falou fora de hora na aula e disse a seu professor de ciências para "ir para o inferno", na qual após isso ela se matou pulando da janela e foi empalada em uma cerca. Um psiquiatra enfatiza que Lucas consulte um conselheiro e Gary, aparentemente a principal fonte do comportamento errático de Lucas, deveria fazer o mesmo.
Samantha está chateada com a notícia e sente que todos, incluindo Gary, estão culpando Lucas injustamente, mas Gary garante a ela que ama os dois. Na terapia, Gary confidencia aos outros padrastos, incluindo seu amigo AI, que acha que seu enteado pode ser um pouco malvado, e todos se solidarizam. Na festa de aniversário de Lucas, um palhaço se incendeia e Gary é levado a acreditar que Lucas é o responsável. Karl mostra a Gary o vídeo do casamento, mostrando Lucas com uma aparência possuída intocado por um tornado. Karl diz a Gary que todos os namorados anteriores de Samantha estão mortos, exceto Gabriel, dando a Gary o endereço Gabriel.
Quando Gary pergunta sobre o pai biológico de Lucas, Samantha admite relutantemente que anos antes, ela fazia parte de um culto e Lucas foi concebido durante um ritual. Gary convence Al a ajudá-lo, e eles encontram Gabriel no porão de uma igreja onde ele está se autoflagelando. Gabriel revela que Lucas é o Anticristo e diz para eles viajarem para Belém para encontrar Gozamel, o caçador de demônios. Gary e Al assistem a um noticiário de televisão sobre tumultos devido ao Apocalipse em Bethlehem, Pensilvânia, percebendo que é para onde eles precisam ir. Eles encontram Gozamel, que os informa que eles devem matar a criança com a Faca do Destino para evitar o fim do mundo. Gozamel é morto em um acidente de carro, mas não antes de dar a Gary a Faca do Destino para matar Lucas em solo sagrado.
Gary chega em casa e encontra Samantha com a Srta. Shaylock, uma mulher do Serviço de Proteção à Criança. Eles encorajam Gary a colocar Lucas na cama, mas isso dá terrivelmente errado, terminando em Lucas enterrando Gary em uma caixa de areia. Samantha o desenterra, ficando do lado de Lucas por ser um garoto confuso, e Gary grita que Lucas é o Anticristo. Samantha fica arrasada e Gary pede desculpas. Convencido de que Lucas é o Anticristo, Gary o leva em uma viagem a Waterland, um parque de diversões abençoado pelo Papa, com a intenção de afogar Lucas no que parece ser um acidente, mas Lucas e Gary realmente começam a se relacionar como pai e filho. Gary relutantemente equipa Lucas com boias cheias de areia e o envia por um toboágua para a morte, mas vê a palavra "Amor" no céu e a toma como um sinal. Gary salva Lucas, levando-o para tomar sorvete, e ambos pedem desculpas por tentarem se matar.
Um Alerta AMBER para Lucas aparece no telefone de Gary, e a polícia chega para prender Gary enquanto a Srta. Shaylock, revelada como discípula do Padre Gospel, leva Lucas. O Padre Gospel também sequestra Samantha. Gary escapa para salvá-la e Lucas, com a ajuda dos outros padrastos. Eles viajam para o antigo convento onde o Padre Gospel e seus discípulos se preparam para matar Lucas e trazer o fim do mundo. Quando Lucas abre um túnel para o Inferno e começa a cair nele, Gary o salva. Uma vez libertada, Samantha joga o Reverendo Gospel no túnel. Semanas depois, Gary e Lucas correm no Okatok Soap Box Derby, finalmente felizes como pai e filho.

## Elenco
- Adam Scott como Gary Bloom, marido de Samantha e padrasto de Lucas
- Evangeline Lilly como Samantha Bloom, esposa de Gary e a mãe de Lucas
- Owen Atlas como Lucas, filho de Samantha e enteado de Gary
- Bridget Everett como Al, colega de trabalho e melhor amigo de Gary
- Clancy Brown como Reverendo Gospel
- Sally Field como Sra. Shaylock
- Kyle Bornheimer como Victor
- Tyler Labine como Karl C. Miller
- Donald Faison como Larry
- Chris D'Elia  como Wayne
- Brad Williams como Gozomel
- Marcus Terrell Smith

## Produção
Em maio de 2013, a Universal Pictures adquiriu o roteiro do filme com Eli Craig, que também seria seu diretor. Scott Stuber e Nicholas Nesbitt seriam os produtores, sob as empresas Mandalay Pictures e Bluegrass Films, respectivamente. Em setembro de 2016, foi anunciado que Evangeline Lilly, Adam Scott, Clancy Brown, Donald Faison, Chris D'Elia, Bridget Everett, Owen Atlas, Brad Williams e Marcus Terrell Smith haviam se juntado ao elenco do filme. Dylan Clark e Jason Michael Berman seriam os produtores e a Netflix produziria e distribuiria o filme. Nesse mesmo mês, Kyle Bornheimer se juntou ao elenco do filme.

### Filmagens
As filmagens começaram em setembro de 2016, em Cleveland, Ohio. O filme foi gravado em 25 dias sem refilmagens.[carece de fontes?]

### Música
Marco Beltrami, Brandon Roberts e Marcus Trumpp compõem a trilha sonora do filme.

## Lançamento
Foi lançado na Netflix em 1 de setembro de 2017.

## Recepção

### Resposta da crítica
No agregador de críticas Rotten Tomatoes, o filme possui um índice de aprovação de 92% com base em 12 críticas, com uma classificação média de 6,5/10.